# Park Kyu-hyun
Park Kyu-hyun (tiếng Hàn Quốc: 박규현; sinh ngày 14 tháng 4 năm 2001) là một cầu thủ bóng đá chuyên nghiệp người Hàn Quốc hiện tại đang thi đấu ở vị trí hậu vệ cánh trái hoặc trung vệ cho câu lạc bộ Dynamo Dresden tại 3. Liga.

## Sự nghiệp thi đấu

### SV Werder Bremen
Park bắt đầu sự nghiệp thi đấu của mình tại câu lạc bộ Werder Bremen tại Bundesliga.

### Dynamo Dresden
Năm 2022, anh được đem cho mượn tại câu lạc bộ Dynamo Dresden tại 3. Liga. Ngày 23 tháng 7 năm 2022, Park ra mắt cho Dynamo Dresden trong trận thua 4–3 trước 1860 Munich.
Vào ngày 2 tháng 6 năm 2023, Park ký bản hợp đồng có thỏa thuận kéo dài 3 năm với đội bóng.

## Thống kê sự nghiệp

### Câu lạc bộ
Tính đến 27 tháng 5 năm 2023
| Câu lạc bộ            | Mùa giải            | Giải đấu            | Giải đấu | Giải đấu | Cúp quốc gia | Cúp quốc gia | Châu lục | Châu lục | Khác | Khác | Tổng cộng | Tổng cộng |
| Câu lạc bộ            | Mùa giải            | Hạng                | Trận     | Bàn      | Trận         | Bàn          | Trận     | Bàn      | Trận | Bàn  | Trận      | Bàn       |
| --------------------- | ------------------- | ------------------- | -------- | -------- | ------------ | ------------ | -------- | -------- | ---- | ---- | --------- | --------- |
| Werder Bremen II      | 2019–20             | Regionalliga Nord   | 3        | 0        | —            | —            | —        | —        | —    | —    | 3         | 0         |
| Werder Bremen II      | 2020–21             | Regionalliga Nord   | 8        | 0        | —            | —            | —        | —        | —    | —    | 8         | 0         |
| Werder Bremen II      | 2021–22             | Regionalliga Nord   | 13       | 1        | —            | —            | —        | —        | —    | —    | 13        | 1         |
| Werder Bremen II      | Tổng cộng           | Tổng cộng           | 24       | 1        | 0            | 0            | 0        | 0        | 6    | 0    | 24        | 1         |
| Dynamo Dresden (mượn) | 2022–23             | 3. Liga             | 16       | 0        | 1            | 0            | —        | —        | —    | —    | 17        | 0         |
| Tổng cộng sự nghiệp   | Tổng cộng sự nghiệp | Tổng cộng sự nghiệp | 34       | 1        | 1            | 0            | 0        | 0        | 6    | 0    | 41        | 1         |